# Baudouin de Meules
Baudouin de Meules dit aussi Baudouin FitzGilbert ou Baldwin the Sheriff et Baldwin of Exeter en anglais († v. 1090), seigneur de Meules et du Sap en Normandie, et d'Okehampton dans le Devon, fut un baron anglo-normand, shérif du Devon.

## Biographie
Baudouin de Meules est le fils légitime de Gilbert de Brionne, comte d'Eu, tuteur de Guillaume de Normandie, et de Gunnora d'Aunou.
Vers 1041, à la suite d'intrigues à la cour de Normandie, Gilbert de Brionne est assassiné par Robert Giroie et Raoul de Gacé. Ses deux enfants, Richard et Baudouin, sont emmenés par leurs tuteurs en Flandre sous la protection du comte Baudouin V de Flandre. La châtellenie de Brionne est donnée à Gui de Bourgogne. Lorsque celui-ci se révolte (1047-1049), Guillaume de Normandie lui retire le château. Après le mariage du duc à Mathilde de Flandre, Baudouin et Richard reviennent de leur exil en Flandre en Normandie. À la demande de son beau-père Baudouin de Flandre, le duc Guillaume cède différentes places aux deux frères : Meules, Le Sap et la forêt d'Avranchin pour Baudouin et Bienfaite et d'Orbec pour Richard. Aucun des deux ne reçoit Brionne qui reste aux mains du duc. Beaudouin hérita également de la terre de Néhou, confisquée à Néel de Saint-Sauveur-le-Vicomte.
Baudouin est un possible compagnon du conquérant à la bataille de Hastings en 1066. Orderic Vital le mentionne parmi les barons notables présents à la cour du duc en 1066. En 1068, alors que la conquête du royaume se poursuit, Guillaume le Conquérant doit assiéger Exeter dont la révolte est menée par Gytha, la mère d'Harold Godwinson. Au bout de dix-huit jours de siège, les habitants se rendent. Pour s'assurer du contrôle de la ville, il construit à l'intérieur des murs un château dont il confie la garde à Baudouin,.
Baudouin reçoit par la suite de nombreuses terres et d'importantes fonctions dans l'ouest de l'Angleterre. Il devient ainsi seigneur d'Okehampton et shérif du Devon. Il garde probablement cette fonction jusqu'à sa mort, car il est toujours shérif à la compilation du Domesday Book, en 1086. À cette date, il est le principal propriétaire laïc du comté. Ses possessions sont principalement autour d'Exeter et Okehampton, où il avait aussi fait construire un château, et s'étendent vers le nord de la côte du Devon.
La date de son décès n'est pas connue précisément, mais Orderic Vital relate une vision qu'avait eu un prêtre de Lisieux des spectres de Baudouin et de son frère Richard « qui étaient morts récemment ».

## Famille et descendance
Il aurait épousé Alberade (Aubrée) dont l'identité n'est pas certaine, peut-être une fille de Richard Goz, vicomte du Cotentin. Une autre source indique Emma comme son épouse. Il est possible qu'il se soit marié deux fois.
- Robert († apr. 1101), seigneur de Sap et Meules, châtelain de Brionne. Il hérita des possessions anglaises de son frère en 1096 ;
- Guillaume († 1096), succéda à son père dans ses possessions anglaises, seigneur d'Okehampton, shérif du Devon ;
- Richard († 1137), seigneur de Reviers en Bessin, comte de Vernon et baron de Néhou et seigneur d'Okehampton. Fidèle d'Henri Beauclerc, il avait épousé Adélis Paisnel dont il eut Beaudoin (° c. 1137), dont les biens en Angleterre furent confisqués par le roi Étienne qui l'exila, Robert et Guillaume, dont la fille Mathilde épousa Richard de La Haye-du-Puits, petit-fils d'Eudes-au-Capel[4] ;
- Adèle ;
- Emma, épousa Hugues de Waft ;
- Mathilde, épouse Guillaume, fils de Guimond, seigneur de Ponts et d'Avranches[note 1].

Il eut aussi un enfant illégitime par une maîtresse inconnue :
- Wiger († 1133), devint moine au Bec.